# Sergio Vodanovic
Sergio Vodanovic Pistelli (Split, 30 de agosto de 1926-Santiago, 12 de febrero de 2001) fue un abogado, periodista, dramaturgo y autor de telenovelas chileno de origen croata. Fue una figura fundamental de la generación teatral de la década de 1950, junto con autores como Egon Wolff y Luis Alberto Heiremans. A través de géneros como la comedia, el drama y la farsa, y de un estilo realista, enfrentó de manera crítica la corrupción y ciertas estructuras familiares, sociales y juveniles.

## Primeros años de vida
Abogado de la Universidad de Chile, trabajó en la Caja de empleados Públicos y Periodistas. Estudió técnica teatral en las universidades estadounidenses de Columbia y Yale. Fue profesor de técnica dramática en la Pontificia Universidad Católica de Chile y director del taller de escritores de la Universidad de Concepción. Fue profesor de la Universidad Católica y la Universidad de Concepción.

### Matrimonio e hija
Casado con Betty Johnson, el escritor tuvo una hija, Milena -quien fue directora de Revista Paula-, y dos nietos, Valentina y Antonio Solari, artista circense y estudiante de cine, respectivamente.

## Experiencia como dramaturgo
Sus primeras obras fueron comedias ligeras representadas por compañías teatrales comerciales. A partir de 1959, Vodanovic, al igual que la mayoría de los dramaturgos de su generación, comienza a escribir para los Teatros Universitarios de la Universidad de Chile y la Universidad Católica, hecho que determina un cambio en su estilo, que a partir de entonces se enmarca en la tendencia neorrealista, representando desde una perspectiva crítica diversos aspectos de la realidad sociopolítica del país, tanto a través del drama como de la comedia. La obra más relevante de esas características fue el drama social Deja que los perros ladren, (TEUC, 1959), donde analizó desde un punto de vista social y psicológico el fenómeno de la corrupción en la clase media chilena. Continuó esa senda con la comedia Viña, subtitulada Tres comedias en traje de baño, una sátira en la que representó críticamente a la clase alta y sus relaciones con las otras clases sociales. Luego vendrían “Los fugitivos”, “Perdón, estamos en guerra” y “Nos tomamos la Universidad”, en la que un grupo de jóvenes idealistas ve a sus dirigentes entregar sus ideales a cambio de componendas políticas.

## Experiencia como guionista de teleseries
En 1982 escribió una miniserie para Canal 13 llamada Una Familia Feliz. Pero no fue hasta 1984, al estrenar su primera telenovela Los títeres, cuando se transformó en un renombrado autor de guiones para la televisión. La profundidad de sus historias, en un medio del que intelectuales como él rehusaban formar parte, fue aplaudida y recibida como un aporte enriquecedor que demostraba que era posible crear telenovelas de calidad incuestionable y éxito comercial. De alguna manera, Sergio Vodanovic se transformó en el opuesto de su colega Arturo Moya Grau: mientras éste presentaba melodramas clásicos y populares más cercanos al modelo mexicano; Vodanovic, más intelectual, dotaba a sus personajes de una inusitada complejidad psicológica, en el marco de historias no exentas de una dura crítica social e inteligentemente disimuladas referencias al contexto sociopolítico chileno de la década de 1980.
En 1996, el productor chileno Valentín Pimstein intentó comprar los derechos de los guiones de Una familia feliz y Los títeres para la cadena Televisa. Al no lograr llegar a un acuerdo con Canal 13 para tal efecto, convocó a Vodanovic para escribir una teleserie original. La historia se llamó Vega verde y Vodanovic estuvo seis meses escribiendo capítulos, pero nunca llegó a realizarse.

## Deceso
Vodanovic padecía de problemas renales hace 30 años, y acababa de realizarse una diálisis en el Centro de Diálisis de calle San Ignacio, cuando sufrió el ataque cardíaco  que acabó con su vida.

## Reconocimientos
- Medalla de Santiago, otorgada por la Municipalidad de Santiago el 17 de marzo de 1998, "se reconoce a un hombre destacado por su amplio desplante laboral".[1]

## Obras

### Dramaturgia
- El príncipe azul'  vbb' (1947)
- El senador no es honorable (1952)
- Mi mujer necesita marido (1953)
- La cigüeña también espera (1955)
- Deja que los perros ladren (1959)
- Viña: Tres comedias en traje de baño (1963), compuesta por “El delantal blanco”; “La gente como Nosotros” y “Las exiliadas”.

- Los fugitivos (1965)
- Perdón, estamos en guerra (1966)
- Nos tomamos la Universidad (1969)
- Cuántos años tiene un día (en colaboración con ICTUS) (1978)
- La mar estaba serena (en colaboración con el ICTUS) (1982)

#### Obras no estrenadas
- Igual que antes (1972).
- Nosotros, los de entonces (1974).
- El gordo y el flaco (1992).
- Girasol (2000).
- El perro arrepentido (2001).

### Telenovelas
| Año  | Título             | Canal    | Protagonista                           |
| ---- | ------------------ | -------- | -------------------------------------- |
| 1984 | Los Títeres        | Canal 13 | Claudia Di Girolamo - Artemisa Mykonos |
| 1986 | Secreto de familia | Canal 13 | Claudia Di Girolamo - Xenia Cádic      |
| 1989 | La Intrusa         | Canal 13 | Amparo Noguera - Texia Miralta         |
| 1991 | Villa Nápoli       | Canal 13 | Ana González Olea - Regina dil Ponti   |
| 1993 | Doble juego        | Canal 13 | Cristián Campos - Heriberto Peña       |